# Цивіни-Динґуни
Цивіни-Динґуни (пол. Cywiny-Dynguny) — село в Польщі, у гміні Бабошево Плонського повіту Мазовецького воєводства.
Населення — 175 осіб (2011).
У 1975-1998 роках село належало до Цехановського воєводства.

## Демографія
Демографічна структура станом на 31 березня 2011 року:
|          | Загалом | Допрацездатний вік | Працездатний вік | Постпрацездатний вік |
| -------- | ------- | ------------------ | ---------------- | -------------------- |
| Чоловіки | 94      | 30                 | 60               | 4                    |
| Жінки    | 81      | 24                 | 40               | 17                   |
| Разом    | 175     | 54                 | 100              | 21                   |